# اندی کرومپتون
اندی کرومپتون (انگلیسی: Andy Crompton؛ زادهٔ) بازیکن فوتبال است.
از باشگاه‌هایی که در آن بازی کرده‌است می‌توان به باشگاه فوتبال اولدهام اتلتیک اشاره کرد.